# إيرنيستو دي مارتينو
إيرنيستو دي مارتينو (بالإيطالية: Ernesto de Martino) (و. 1908 – 1965 م) هو عالم إنسان، وواصف الشعوب ‏ إيطالي، ولد في نابولي، توفي في روما، عن عمر يناهز 57 عاماً، بسبب سرطان.

## التعليم
تعلم في جامعة نابولي فيدريكو الثاني.

## جوائز
حصل على جوائز منها:
- جائزة فياريدجو [الإنجليزية]‏.

## روابط خارجية
- إيرنيستو دي مارتينو على موقع ميوزك برينز (الإنجليزية)